# Kharadhiátika
Kharadhiátika (Charadiatika) är en ort i Grekland.   Den ligger i prefekturen Lefkas och regionen Joniska öarna, i den centrala delen av landet, 270 km väster om huvudstaden Aten. Kharadhiátika ligger 44 meter över havet och antalet invånare är 142. Den ligger på ön Lefkas.
Terrängen runt Kharadhiátika är huvudsakligen kuperad, men österut är den platt. Havet är nära Kharadhiátika åt nordost.  Närmaste större samhälle är Lefkáda, 16,1 km norr om Kharadhiátika. 